# Gampsocera divisa
Gampsocera divisa är en tvåvingeart som beskrevs av Becker 1911. Gampsocera divisa ingår i släktet Gampsocera och familjen fritflugor. Inga underarter finns listade i Catalogue of Life.